# José Luis Dibildox Martínez
José Luis Dibildox Martínez (Matehuala, Estado de San Luis Potosí, México, 20 de julho de 1943 - Tampico, 31 de agosto de 2018) foi um clérigo mexicano e bispo católico romano de Tampico.
José Luis Dibildox Martínez recebeu o Sacramento da Ordem pela Arquidiocese de San Luis Potosí em 27 de outubro de 1968.
Em 20 de dezembro de 1993, o Papa João Paulo II o nomeou Bispo de Tarahumara. O Núncio Apostólico no México, Dom Girolamo Prigione, o consagrou em 25 de janeiro de 1994; Os co-consagrantes foram o Arcebispo de Chihuahua, José Fernández Arteaga, e o Arcebispo de San Luis Potosí, Arturo Antonio Szymanski Ramírez.
Em 27 de dezembro de 2003, João Paulo II o nomeou Bispo de Tampico. Em 20 de julho de 2018, o Papa Francisco aceitou a renúncia apresentada por José Luis Dibildox Martínez por motivos de idade.